# Dendrocerus sordidus
Dendrocerus sordidus är en stekelart som beskrevs av Alan Parkhurst Dodd 1914. Dendrocerus sordidus ingår i släktet Dendrocerus och familjen trefåresteklar. Inga underarter finns listade i Catalogue of Life.